# Paco Cifuentes
Paco Cifuentes, nacido el 24 de febrero de 1976 en Sevilla, es un compositor, cantante y músico de diferentes géneros.

## Biografía y carrera musical
Su interés por las artes le lleva a formar parte del grupo cultural Igriega en Sevilla (IB Luis Cernuda). Comenzó cantando rock a los 16 años en Puzzle, influido por bandas como Led Zeppelin, Triana (banda), Radio Futura. Más adelante empieza a interesarse por la canción de autor, lo que le lleva a componer sus propias canciones a guitarra y voz, con referencias musicales como Antonio Vega, Javier Ruibal, Lole y Manuel, Leonard Cohen, Joaquín Sabina o Tom Waits, y bebe también del rock argentino (Fito Páez o Andrés Calamaro). En 2003 presenta su primera maqueta “Objetos perdidos” en la que comparte camino musical con Félix Roquero, Pepe Pulido y Carlos Ortega. En el año 2004 se traslada a Madrid donde se hace un habitual de las salas del circuito de autor madrileño: Libertad 8, Búho Real, Sala Galileo Galilei y Sala Clamores.
A su llegada a Madrid conoce a los que serán compañeros de viaje en el grupo musical 5 Tristes Tigres, Alejandro Martínez, Miguel Dantart, Kiko Tovar, Jesús Garriga y Jose Luis Manzanero. Durante tres años realizan conciertos mensuales en la sala Galileo Galilei con la colaboración de invitados como: Ismael Serrano, Quique González, Carlos Chaouen, Carlos de France y Leo Minax entre otros. La banda contó con los músicos Roni Vásques, Carlos Aguado y Albert Anquela. Durante el año 2005 realiza varios conciertos en Alemania y Nueva York y a menudo toca en el Parque del Retiro. No ganó ningún premio
En 2006 publica su primer disco Adicto grabado en Madrid y producido por Javier Monforte. Intervienen en esta grabación los músicos Alejandro Martínez, Javi Ruibal, José Luis López, Fernando Lamadrid, Jesús Lavilla, José Mena, Joaquín Calderón, Zahara y Carlos Chaouen en el tema "Vestida de Domingo".
Durante estos años se dedica a hacer conciertos por todo el país, vive entre Bolonia (Cádiz) y Madrid y compone los temas de su segundo álbum La vida aparte publicado a finales del 2009. Se traslada a Sevilla para grabarlo bajo la producción musical de Joaquín Calderón. En este trabajo participan los músicos José Mena, Fernando Lamadrid, Joaquín Calderón, Marcos Munné, Bernd Voss, Javi Ruibal, Pablo Prada y Alex Romero. En La vida aparte destacan las colaboraciones de Javier Ruibal en el tema "Tu Boca" y Leo Minax en el tema "Vuelvo a verte".
Actualmente Paco Cifuentes reside en Madrid y acaba de publicar su tercer álbum Mientras todo arde en mayo de 2012. Grabado en El Puerto de Santa María, bajo la producción de Javi Ruibal y la coproducción de José Recacha y el propio Paco Cifuentes, que se presenta en estado puro. Un trabajo de doce canciones, autoeditado por primera vez con su propio sello Estraperlo, creado junto a otros compañeros de varias disciplinas artísticas. Un disco en el que podemos encontrar  textos de escritores contemporáneos además de sus propias composiciones. En canciones como "Este país" o "Sentido utópico" Paco Cifuentes nos brinda su visión crítica sobre el mundo que nos rodea. Hay otras canciones que parten desde las vivencias cotidianas y la búsqueda de la belleza como "Dime que soy", "Mi tren", "Rojo" o "Klimt". También canta nuevas historias, escritas por amigos poetas, en los temas "Hubo Luz" (David J. Calzado), "Gasolina" (Tito Muñoz (escritor)), "Vino entre amigos" (Roberto Terán), "Libélulas" (Lara Moreno), "Viejas Glorias" (Felipe Benítez Reyes) o "Una vieja canción francesa" (Juan José Téllez Rubio). 
"Fumando a medias" es un ciclo de canciones y poemas organizado por Paco Cifuentes cuya primera edición tuvo lugar en Madrid a finales del 2011.

## Discografía

### Álbumes
- Adicto (2006) (Música Deaquelia).
  - Vídeos: 
    - "Belle de jour"[1]
    - "Adicto"[2]
- La vida aparte (2009) (Música Deaquelia).
  - Vídeos: 
    - "Aliviados"[3]
    - Volviendo al sur"[4]
- Mientras todo arde (2012) (autoproducción).[5]
- "Más allá" (2017) (Autoproducción)
  - Vídeos:
    - "Despacio" [6]

### Participaciones en otros discos
- "Vestida de domingo" en el recopilatorio del Café Libertad 8, "El Templo de la canción de autor" (2005) (Libertad 8 records).
- Coros en "A la rueda" del disco "Vocales y Consonantes" - Tontxu (2005).
- Voz en "Faro de mar" del disco "Volviendo a casa" - Alejandro Martínez (2006).
- Voz en "Aún te recuerdo" del disco "Maneras de romper una ola" - Andrés Suárez (2006).
- Voz junto a Carlos Chaouen en "Como barco en la botella" del disco "De donde el aire da la vuelta" - Iratxo (2007).
- "Vestida de domingo" del disco "Adicto" - BSO de la serie española 700 euros.
- Voz en "Huele a hierba" del disco "Arando Vertederos" – Iratxo (2011).
- Coautor del tema "25 horas por día" ( Cifuentes - Minax ) incluido en el disco de Diego Bemquerer, Brasil (2011).
- Colabora en el primer disco del cantautor madrileño Balta Cano, "Analogía punta" (2017).Cantando a medias "Un traje a desmedida".